# ساشا كوهن
ساشا كوهن (بالإنجليزية: Sasha Cohen) (و. 1984  م) هي متزلجة فنية أمريكية، ولدت في وست وود، شاركت في الألعاب الأولمبية الشتوية 2006، والألعاب الأولمبية الشتوية 2002، والتزلج الفني على الجليد في الألعاب الأولمبية الشتوية 2006 – سيدات فردي ‏.

## التعليم
تعلمت في Aliso Niguel High School ‏.

## وصلات خارجية
- ساشا كوهن على موقع IMDb (الإنجليزية)
- ساشا كوهن على موقع قاعدة بيانات الفيلم (الإنجليزية)
- ساشا كوهن على موقع الاتحاد الدولي للتزلج (الإنجليزية)
- ساشا كوهن على موقع اللجنة الأولمبية الدولية (الإنجليزية)
- ساشا كوهن على موقع أوليمبيديا (الإنجليزية)
- ساشا كوهن على موقع اللجنة الأولمبية والبارالمبية الأمريكية (الإنجليزية)
- ساشا كوهن في قاعدة بيانات الأفلام على الإنترنت
- ساشا كوهن  على موقع SportsReference  - سبورتس رفرنس